# Mochales
Mochales es un municipio y localidad española de la provincia de Guadalajara, en la comunidad autónoma de Castilla-La Mancha. El término municipal tiene una población de 35 habitantes (INE 2024). 

## Geografía
La localidad está ubicada junto al curso del río Mesa.

## Historia
A mediados del siglo XIX, la villa tenía contabilizada una población de 396 habitantes. Aparece descrita en el undécimo volumen del Diccionario geográfico-estadístico-histórico de España y sus posesiones de Ultramar de Pascual Madoz de la siguiente manera:

MOCHALES: v. con ayunt. en la prov. de Guadalajara (22 leg.), part. jud. de Molina (5 1/2), aud. terr. de Madrid (32), c. g. de Castilla la Nueva, dióc. de Sigúenza (8): sit. entre 4 cerros y combatido principalmente por los vientos N. y S., las enfermedades mas comunes son pleuresias y fiebres intermitentes: tiene 149 casas, la consistorial, cárcel, un palacio propio del marqués de Casa-Pabon, escuela de instruccion primaria frecuentada por 61 alumnos de ambos sexos, á cargo de un maestro dotado con 1,100 rs.; una fuente de buenas aguas; una igl. parr. de primer ascenso (Ntra. Sra. de los Remedios), servida por un cura, cuya plaza es de provision ordinaria; un cementerio publico en posicion que no ofende á la salubridad: fuera de la pobl. hay un cast. ant. sit. sobre un peñasco. térm.: confina N. Iruecha; E. Amayas; S. Anchuela, y O. Codes: dentro de esta circunferencia se encuentran una ermita (San Pascual Bailon), un paseo con arbolado de chopos y sauces, y los desp. de Villaorcas y Bronchales: el terreno que participa de regadío y secano, es de buena calidad; le baña el r. Mesa que pasa inmediato á la v., y sus orillas se hallan pobladas de álamos y sauces; comprende un monte poblado de carrasca y sabina, con muchas yerbas aromáticas y medicinales, una deh. y un prado; hay canteras de yeso blanco y negro y de jaspe de todos colores. caminos: los que dirigen á los pueblos limítrofes todos de herradura y en mal estado por la escabrosidad del terreno. correo: se recibe y despacha en la adm. de Molina por el cartero de Tartanedo. prod.: trigo puro, rubion, cebada, avena, garbanzos, judias, guisantes, patatas, cáñamo, lino, peras, cerezas, nueces, mucha bellota, leñas de combustilile y carboneo y buenos pastos, con los que se mantiene ganado lanar, cabrio, mular y asnal; abunda la caza de conejos, perdices, liebres y algún venado; en el Mesa se pescan truchas asalmonadas y otras tuertas, bien que estas son escasas. ind.: la agrícola, 2 molinos harineros, 2 batanes y mas de 20 telares de lienzos ordinarios de lino, cáñamo y estopa. comercio: esportacion del sobrante de frutos, ganado, lana y lienzos, é importacion de los art. de consumo que faltan. pobl.: 103 vec., 396 alm. cap. prod.: 1.393,333 rs. imp.: 125,420. contr.: 5,662. presupuesto municipal: 3,500 ; se cubre con los fondos de propios y arbitrios.
(Madoz, 1848, p. 444)

## Demografía
Mochales cuenta con una población de 35 habitantes (INE 2024).
| Gráfica de evolución demográfica de Mochales entre 1842 y 2021                                                      |
| |
| Población de derecho según los censos de población del INE Población de hecho según los censos de población del INE |

| 154           | 127 | 102 | 90 | 59 | 52 |
| (Fuente: INE) |     |     |    |    |    |

## Patrimonio
En el lugar hay una iglesia bajo la advocación de Nuestra Señora de los Remedios, además de los restos de un antiguo castillo.